# Cruzeiro Esporte Clube (Paraíba)
Cruzeiro Esporte Clube é uma agremiação esportiva de Itaporanga, no estado da Paraíba, fundada em 28 de outubro de 1969, no Sítio Cantinho. Joga no Estádio Municipal José Barros Sobrinho, o Zezão, com capacidade para 3.000 pessoas. Seu nome é homenagem ao Cruzeiro Esporte Clube de Minas Gerais.

## História
O clube fundado em 28 de outubro de 1969, teve como inspiração o Cruzeiro de Minas Gerais. Tem grande tradição em campeonatos amadores de Itaporanga e região. Profissionalizou-se apenas no final dos anos 90, disputando a Segunda divisão de 1998.
Após mais um período de inatividade profissional o clube disputou o Segunda Divisão de 2005 e 2007, ficando na terceira e segunda colocação respectivamente, conquistando o acesso para a Primeira divisão de 2008.
No ano de estreia na elite, o Cruzeiro não consegue fazer uma boa campanha e é rebaixado com uma rodada de antecedência.
De volta a Segunda Divisão, a Raposa do Sertão, após campanhas sem brilho em 2009 e 2010, faz parcerias Treze e Nacional para reforçar seu elenco e consegue, em 2012, o vice-campeonato e a volta ao cenário com os grandes do Estado da Paraíba.
Na segunda passagem pela Primeira Divisão, em 2013, com investimento modesto, sofrendo com dívidas pela falta de apoio público e privado, o clube fica na lanterna, com apenas uma vitória e sete pontos marcados e rebaixado novamente
Após isso, em virtude dessa falta de apoio e das dívidas adquiridas, o clube licenciou-se, disputando apenas a Segunda Divisão de 2015. e licenciando-se novamente, depois de não reunir a documentação necessária exigida pelo Profut para a disputa da Segunda Divisão de 2016.
Em 2023 com nova diretoria, o clube retornou as competições. Conquistou o acesso para a Série B após vencer o Inter/Santa Rita. Foi campeão após vencer novamente o Inter/Santa Rita, dessa vez por 4 a 2 nas penalidades.

## Títulos
| Estaduais                               | Estaduais | Estaduais  |
| Competição                              | Títulos   | Temporadas |
| --------------------------------------- | --------- | ---------- |
| Campeonato Paraibano - Terceira Divisão | 1         | 2023       |

## Categoria de Base
Em agosto de 2024, a equipe Sub-20 da Raposa do Sertão fez história ao vencer o Serra Branca Esporte Clube por 2 a 0 em Campina Grande, e em Itaporanga (Paraíba), por 1 a 0, conquistando o Campeonato Paraibano da categoria. A vitória representou um marco significativo para a cidade de Itaporanga, tornando o Cruzeiro-PB o primeiro time do Vale do Piancó a alcançar um título de base na elite do futebol paraibano.
Além de celebrar o título, o Cruzeiro-PB assegurou uma vaga inédita na Copa São Paulo de Futebol Júnior 2025 e também na Copa do Brasil de Futebol Sub-20 de 2025, marcando a presença da equipe em competições de destaque no cenário nacional.
| Estaduais                                      | Estaduais | Estaduais  |
| Competição                                     | Títulos   | Temporadas |
| ---------------------------------------------- | --------- | ---------- |
| Campeonato Paraibano Sub-20 - Primeira Divisão | 1         | 2024       |